# Quẩy (tiểu văn hóa)
Quẩy hay đôi khi còn gọi là đi quẩy, là một bữa tiệc nhảy múa có tổ chức, diễn ra tại các hộp đêm, lễ hội ngoài trời, nhà kho bỏ hoang (ở Mỹ), bãi đất tư (châu Âu) hoặc các khu vực có không gian lớn. Đặc trưng của các buổi tiệc quẩy là những màn trình diễn của các DJ, họ chơi nhạc dance điện tử (EDM) liền một mạch. Các DJ tại các sự kiện quẩy sẽ chơi nhạc dance điện tử (EDM) bằng đĩa than, đĩa CD và âm thanh kỹ thuật số với đa dạng các thể loại nhạc bao gồm: techno, hardcore, house, drum & bass, bassline, dubstep, New Beat và nhạc hậu công nghiệp. Đôi khi các nghệ sĩ nhạc sống được biết đến với màn thể hiện tại các bữa tiệc quẩy sẽ đi kèm những dạng nghệ sĩ trình diễn khác như là các vũ công múa mồi (bao gồm cả múa cột) và múa lửa. Âm nhạc được khuếch đại bằng hệ thống tăng cường âm thanh quy mô lớn và công suất mạnh, điển hình là những chiếc loa siêu trầm cỡ lớn nhằm tạo ra tiếng bass sâu. Nhạc ở đây thường đi kèm những màn trình diễn ánh sáng laser, những hình ảnh có màu trên màn hình chiếu, các hiệu ứng hình ảnh và máy tạo khói.
Trong khi một số tiệc quẩy có thể là quy mô nhỏ diễn ra trong các hộp đêm hoặc tại nhà riêng, thì một số khác đã phát triển đến quy mô rộng lớn, ví dụ như các đại nhạc hội và các sự kiện lớn đặc trưng với đa dạng các DJ và có nhiều khu vực nhảy múa (ví dụ như Castlemorton Common Festival tại Anh năm 1992, Tomorrowland tại Bỉ, EDC, Ultra...). Một vài lễ hội âm nhạc điện tử mang những đặc trưng của tiệc quẩy, nhưng trên quy mô rộng lớn hơn, và thường phục vụ mục đích thương mại. Hoạt động quẩy có thể diễn ra trong một thời gian dài, với một số sự kiện tiếp diễn trong cả 24 giờ cũng như kéo dài thâu đêm. Những lần khám xét bất ngờ của lực lượng thi hành pháp luật và các bộ luật chống lại hoạt động quẩy hiện diện như một thách thức đối với giới đi quẩy ở nhiều quốc gia. Đó là vì sự liên đới của các loại chất cấm ví dụ như thuốc lắc (thường ám chỉ "thuốc bay lắc" hay "thuốc để quẩy" cùng với chất MDA), hồng phiến (amphetamin), LSD, axit Gamma-Hydroxybutyric (GHB), ketamin, methamphetamine, cocain và cần sa.

## Đặc điểm

### Nhạc quẩy
Nhạc quẩy không chỉ là các thể loại nhạc house, new beat, breakbeat, acid house, techno và hardcore techno của thời điểm cuối những năm 80 - đầu những năm 90 của thế kỷ trước, tức những dòng nhạc đầu tiên được bật tại các buổi tiệc quẩy, mà còn có thể là bất kỳ thể loại nhạc dance điện tử (EDM) nào khác được phát lúc đi quẩy, bao gồm cả dòng nhạc Vinahouse.

### Địa điểm
Các bữa tiệc quẩy trong lịch sử thường chỉ đến những thường dân có tổ chức, sự chống lại giới thống trị và những buổi tiệc nhảy múa thâu đêm không được cấp phép. Trước khi thương mại hóa hoạt động quẩy, lúc các địa điểm hợp pháp rộng lớn trở thành chuẩn mực dành cho những sự kiện dạng này thì khu vực để quẩy được giữ bí mật cho đến tận đêm khuya, thường được liên lạc thông qua các tin nhắn trên máy trả lời điện thoại, nhắn tin trên điện thoại di động, tờ rơi mật và các website.

### Vũ đạo
Cảm giác được tham gia một sự kiện tập thể là sức lôi cuốn chính của quẩy và nhảy theo nhịp điệu là cách thỏa mãn cảm xúc.

### Trang phục
Kể từ cuối thập niên 1980, thời trang đi quẩy đã trải qua một sự tiến hóa không ngừng tùy theo mỗi tân thế hệ dân quẩy. Nhiều xu hướng thời trang đi quẩy đã xuất hiện trên phạm vi quốc tế, tuy nhiên vẫn có sự phát triển đơn lẻ từ vùng này qua vùng khác cũng như tùy theo chủ đề của bữa tiệc.

### Trình diễn ánh sáng
Một số dân quẩy tham gia vào một trong bốn vũ điệu thiên về ánh sáng được gọi là glowsticking, glowstringing, gloving và lightshow. Về bốn điệu nhảy thì gloving nói riêng được tiến triển bên ngoài nền văn hóa quẩy.

### Sử dụng chất kích thích
Trong rất nhiều yếu tố của tiểu văn hóa disco những năm 1970 mà dân quẩy thấm nhuần, bên cạnh việc dựa vào chủ đề xoay quanh dòng nhạc dance được phối bởi các DJ thì dân quẩy còn kế thừa thái độ tích cực về việc sử dụng thuốc bay lắc nhằm "gia tăng... trải nghiệm" nhảy múa theo tiếng nhạc ồn ã.